# Kulturstiftung Kölner Dom
Die Kulturstiftung Kölner Dom ist eine rechtsfähige kirchliche Stiftung des bürgerlichen Rechts mit Sitz in Köln. Sie wurde im Oktober 2011 vom Metropolitankapitel der Hohen Domkirche zu Köln gegründet, um den Erhalt und Unterhalt des ihr anvertrauten Weltkulturerbes sicherzustellen.

## Auftrag und Aufgaben
Zweck der Stiftung ist die umfassende Förderung des Weltkulturerbes Kölner Dom sowie die damit verbundene Förderung von Kunst und Kultur.
Der Kölner Dom kostet im Jahr rund 12 Millionen Euro. Davon werden 5 Mio. für laufende Kosten und 7 Mio. für Baumaßnahmen jeglicher Art verwendet. Um den Kölner Dom als lebendige Stätte des Glaubens in seiner religiösen, spirituellen und kulturellen Funktion zu erhalten, sind erhebliche finanzielle Mittel notwendig. Der Schwerpunkt der Kulturstiftung Kölner Dom liegt somit auf der Finanzierung der umfangreichen kultur-, kunst- und kirchengeschichtlichen sowie spirituellen Angebote des Kölner Doms.
Dazu gehören beispielsweise:
- Unterstützung der Dommusik
- Erwerb bzw. Rückerwerb von Kunstwerken
- Restaurierung von Kunstgegenständen
- Unterstützung der Baumaßnahmen der Dombauhütte
- Ausbau des vielfältigen und qualifizierten Führungsangebots
- Förderung von Wissenschaft und Forschung

## Finanzierung
Die Stiftung finanziert sich ausschließlich durch Spenden, Zustiftungen und Nachlässe. Bei ihrer Gründung verfügte die Stiftung über ein Grundstockvermögen von 250.000 Euro. Aufgrund der umfangreichen Zuwendungen ist das Stiftungsvermögen in den ersten vier Jahren stetig gewachsen und lag Ende 2017 bei rund 1,6 Mio. Euro.

## Das Generationenprojekt
Das Generationenprojekt „11.000 Sterne für den Kölner Dom“ wurde von der Kulturstiftung Kölner Dom ins Leben gerufen, um die Finanzierung für den Erhalt des Bauwerks über Generationen hinweg zu sichern. Mit diesem Projekt ehrt die Stiftung das Engagement der Spender und Stifter und verlegt vor dem Kölner Dom kleine und große Sterne, die nach und nach einen großen Sternenteppich ergeben. Ab einer Zuwendung von 5.000 Euro wird ein kleiner Stern, ab 11.000 Euro ein großer Stern, als Dauerinstallation in den Boden vor dem Kölner Dom eingelassen. Auf Wunsch der Spender und Stifter erhalten die Sterne eine entsprechende Inschrift. Der Entwurf des „Sternenteppichs“ stammt dabei von den Mitarbeitern der Dombauhütte Köln, die sich vom mittelalterlichen Fußbodenmuster einer der Chorkapellen des Doms haben inspirieren lassen.

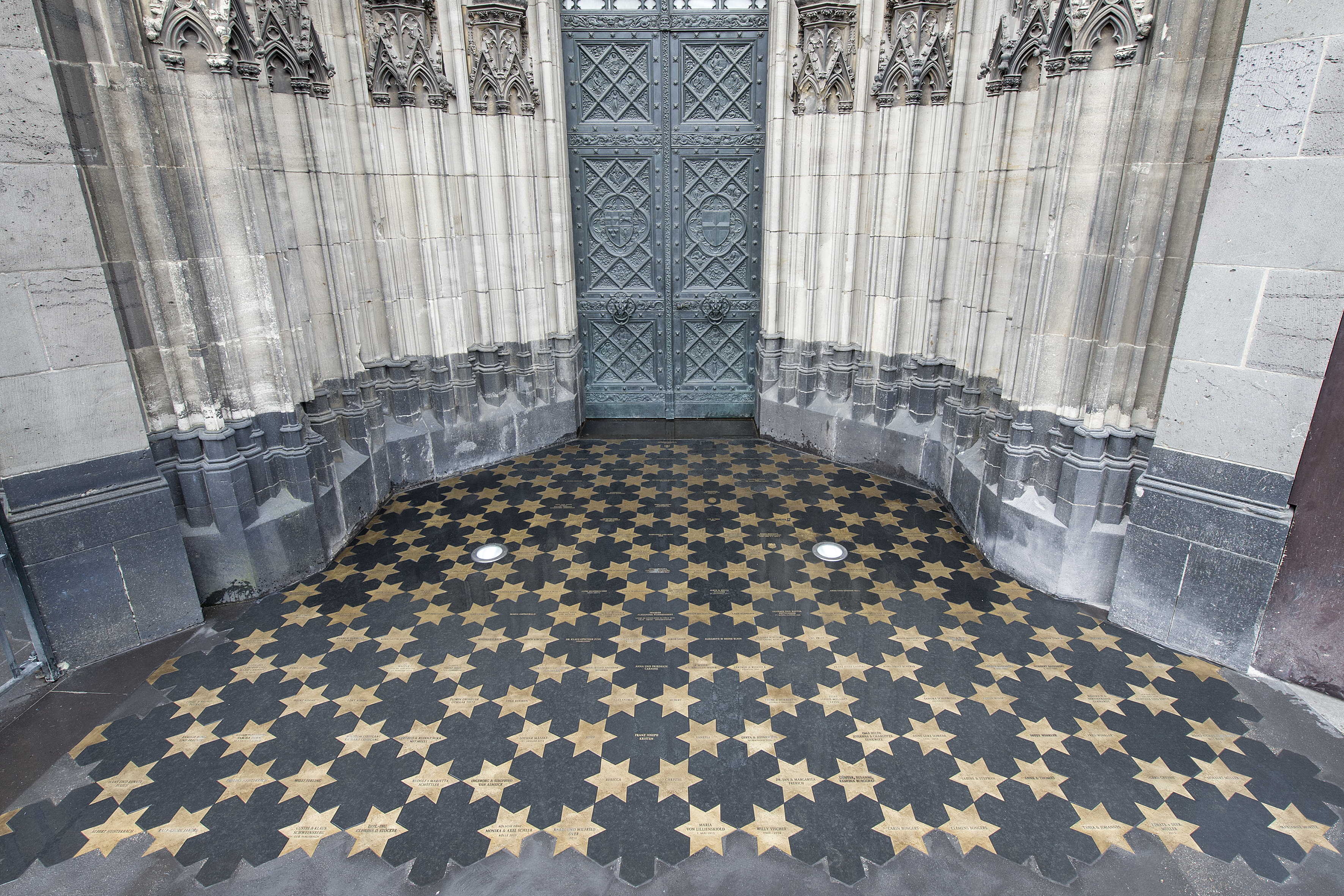
Sternenportal Stand Mai 2015

## Vorstand
Der Vorstand entscheidet in allen Angelegenheiten nach Maßgabe der Satzung in eigener Verantwortung und führt die laufenden Geschäfte der Stiftung. Der Vorstand der Kulturstiftung Kölner Dom besteht aus drei Mitgliedern, wobei immer ein vom Metropolitankapitel zu bestimmendes Mitglied dem Vorstand angehört.
Der Vorstand (Stand August 2016) besteht aus dem Vorsitzenden Helmut Heinen (Herausgeber der Kölnischen Rundschau), dem stellvertretenden Vorsitzenden Alexander Wüerst und Dompropst Prälat Gerd Bachner.

## Kuratorium
Vorsitzender des Kuratoriums ist Franz Xaver Ohnesorg, Gründungsintendant der Kölner Philharmonie. Das Kuratorium berät, unterstützt und überwacht den Vorstand im Rahmen des Stiftungsgesetzes, um den Stiftungszweck so wirksam wie möglich zu erfüllen. Das Kuratorium besteht aus mind. sechs und max. zehn Mitgliedern. Davon benennt drei Mitglieder das Metropolitankapitel.
Ehrenvorsitzender des Kuratoriums ist Dompropst em. Norbert Feldhoff, der als „Gründungsvater“ maßgeblich an der Entstehung der Stiftung beteiligt gewesen ist.